# Мюррей Гендерсон (хокеїст)
Мюррей Гендерсон (англ. Murray Henderson; 5 вересня 1921, Торонто — 4 січня 2013, Торонто) — канадський хокеїст, що грав на позиції захисника.

## Ігрова кар'єра
Професійну хокейну кар'єру розпочав 1944 року.
Більшу частину професійної клубної ігрової кар'єри, що тривала 13 років, провів, захищаючи кольори команди «Бостон Брюїнс». Згодом був граючим тренером у клубі АХЛ «Герші Берс».